# Westland (Nederlandse streek)

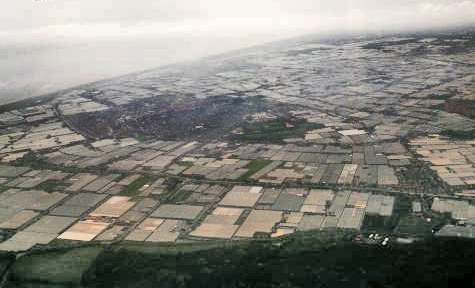
De Glazen Stad: omgeving van 's-Gravenzande en Heenweg met op de voorgrond het Staelduinse Bos

Het Westland is van origine een landstreek in de Nederlandse provincie Zuid-Holland. Het betreft het gebied ten noorden van de Nieuwe Waterweg, ten zuiden van Den Haag, ten oosten van Hoek van Holland, en ten westen van Delft.
De naam 'Westland' is afgeleid van de westelijke ambachten van het Hoogheemraadschap van Delfland. Deze westelijke ambachten omvatten naast het huidige glastuinbouwgebied ook Rijswijk, Voorburg en Vlaardingerambacht.
Sinds 1 januari 2004 is Westland ook de naam van een grote gemeente in dit gebied. Verder liggen er in de streek de gemeente Midden-Delfland en de kern Hoek van Holland, die deel uitmaakt van de gemeente Rotterdam. Loosduinen, een stadsdeel van Den Haag, is een voormalig Westlands tuindersdorp dat net zoals Wateringse Veld door de stad Den Haag is geannexeerd.
Herkenbaar is het Westland om zijn glastuinbouw en de oranje gloed die er 's nachts de hemel verlicht, afkomstig van de assimilatieverlichting in de kassen. De streek dankt aan deze glazen warenhuizen ook zijn bijnaam de Glazen Stad.

## Geschiedenis
Het Westland werd al bewoond vóór de Romeinse tijd. Dit wordt aangetoond door verschillende vondsten van scherven van aardewerk. Ook zijn er donkere lagen in de bodem gevonden die wijzen op het gebruik van meststoffen.
In de omgeving van Poeldijk, Naaldwijk en Honselersdijk zijn scherven gevonden uit de tijd van de Romeinen, wat wijst op bewoning in die tijd.
Ook na de Romeinen moet er bewoning in het Westland zijn geweest. Veel scherven uit de negende eeuw zijn gevonden in de streek. Deze zijn vooral gevonden in de omgeving van Naaldwijk, Maasland, Wateringen en Honselersdijk.
Regelmatig werd het Westland aan het begin van de jaartelling geteisterd door overstromingen, waardoor er vanaf de kust kreken ontstonden. Langzaam slibden deze dicht, waardoor er bewoning op mogelijk werd. Later vormden zich opnieuw kreken door overstromingen, waaronder de Gantel, die ten zuiden van Monster begint en langs Poeldijk en Wateringen stroomt. Door deze overstromingen werd er een kleidek afgezet van één tot anderhalve meter dik. Dit kleidek, waarop bewoning mogelijk was, bevond zich in de driehoek Monster-Delft-Maassluis. Buiten dit kleidek leefde men op terpjes. Op andere plaatsen beschermde men zich door middel van dijken tegen het water. Deze dijken dienden als verbindingswegen tussen andere nederzettingen en er werd op gewoond. Dorpen als Poeldijk, Honselersdijk, Wateringen en De Lier zijn op deze manier ontstaan.
Het ontginnen op grote schaal kon pas beginnen na de aanleg van de oude Maasdijk. Toen het Hoogheemraadschap Delfland in 1289 werd opgericht, lagen in de Westlandse streek al zware dijken.
Later werd ook de Gantel bedijkt, omdat deze nog altijd in verbinding stond met de zee. In de twaalfde eeuw was de bedijking rond 's-Gravenzande tot stand gebracht. De Nieuwlandse polder werd in 1421 bedijkt. De bedijking van de Oranjepolder volgde tijdens het bewind van stadhouder Frederik Hendrik in 1644 en de Buiten-Nieuwlandsepolder of Binnenpolder werd in 1777 bedijkt.
In het Westland bezat de familie Van Wassenaer (Van Duvenvoorde en Van Polanen) uitgebreide heerlijke rechten. Door de boeren moesten aan hen tienden worden afgedragen.

## Tuinbouw
Het Westland staat bekend als het glastuinbouwgebied van Nederland. Deze ontwikkeling kwam voort uit het feit dat het gebied door haar ligging vanaf de 16e eeuw uitgroeide tot een van de belangrijkste tuinbouwgebieden van Nederland.

### Vroege tuinbouw
Het Westland was door de afwisseling van te droge zandige strandwallen in het westen met de daarachter en ertussen door zee-inbraken afgezette te natte en moeilijk bewerkbare zware zeeklei weinig geschikt voor tuinbouw. Door het gunstige klimaat konden plaatselijk druiven in de open lucht geteeld worden tegen de zonzijde van zogenaamde druivenmuren, die bescherming boden tegen koude en harde wind en zo een gunstig microklimaat creëerden waarbinnen de druiven konden rijpen. Het zand van de oude strandwallen werd gebruikt om de bodemkwaliteit van de veen- en kleigronden te verbeteren. Al in 1261 werden er in 's-Gravenzande druiven geteeld in de wijngaard van een klooster. Ook in de jaren erna waren er wijngaarden bij de buitenplaatsen en versterkte huizen van de Westlandse adel.
Uit het bevolkingsonderzoek Informacie uit 1514 voor het verbeteren van de belastinginning komt naar voren dat de bronnen van bestaan toen voornamelijk akkerbouw en veeteelt waren. Luxe producten zoals groente en fruit waren destijds weggelegd voor de welvarende stedeling en de ontwikkeling van de tuinbouw vond vooral plaats bij de steden en nog niet in het Westland. In de zestiende eeuw waren de omstandigheden verbeterd en nam de teelt van fruit toe in de latere tuinbouwgebieden het Westland, De Streek en rond Broek op Langedijk.
De ligging van het Westland aan de kust en het grote aantal waterwegen zorgde voor relatief hoge temperaturen in de winter, wat voordelig was voor de tuinbouw, omdat de kans op schade door nachtvorst relatief gering was. Ook konden de producten snel over water naar de nabijgelegen groeiende steden worden vervoerd, waar de vraag naar tuinbouwproducten steeds verder toenam. De tussenliggende sloten zorgden voor een goede waterhuishouding: overtollig water kon snel worden afgevoerd naar zee en in droge perioden was er altijd gietwater voor handen. In de 17e en 18e eeuw breidde de tuinbouw hierdoor steeds verder uit. Cruquius tekende in 1712 op zijn kaart op veel plaatsen in het Westland tuinbouwgebieden. In de loop van de 18e eeuw was de tuinbouw in het gebied uitgegroeid tot een enigszins gespecialiseerde bedrijfstak in groente en fruit, waarvan het afzetgebied vooral werd gevormd door de omliggende steden Den Haag, Delft en Rotterdam. De landbouw en veeteelt waren echter nog steeds veruit de belangrijkste bestaanswijzen.

### Uitbreiding in de 19e eeuw
In de 19e eeuw startte de tuinbouw in het Westland op grotere schaal. Met name druiven en vroege aardappels waren toen in trek. Rond 1828 was de regio reeds een centrum van druiventeelt. De vruchten werden per stoomboot vooral naar het inmiddels geïndustrialiseerde Verenigd Koninkrijk geëxporteerd. De helft van de totale opbrengst van 1837, zo'n 7500 kg, ging naar de andere zijde van de Noordzee. Later werd de handel naar Duitsland steeds belangrijker. Op kaarten uit het midden van de 19e eeuw is te zien dat een aanzienlijk deel van het gebied in gebruik was genomen voor tuinbouw. Druiven en andere fijne fruitsoorten werden buiten geteeld op vele kleine vierkante percelen omringd door muurtjes, schuttingen of bomen om het microklimaat gunstig te beïnvloeden. De goederen werden op zogenoemde Westlanders (pramen) afgevoerd over de vele sloten. De percelen waren onderling bereikbaar via smalle looppaden langs de sloten en over zogenoemde kwakels (smalle loopbruggetjes). Om voldoende mest te verkrijgen voor de tuinen werden varkens gehouden, ze werden gevoerd met groente- en tuinafval. Daarnaast werd de grond verbeterd door de aankoop van mest van veehouders uit de omtrek. Met name uit de omgeving van Schiedam, waar het vee gevoerd werd met afvalproducten uit de jeneverstokerijen aldaar. Andere meststoffen waren beer (menselijke uitwerpselen) uit de omgeving en de omringende steden en slootbagger uit omringende sloten, die bij vermenging met boomblad ook een goede meststof vormde.
In de tweede helft van de 19e eeuw werd het tuinbouwgebied verder uitgebreid door de open landbouwgebieden tussen de dorpen verder te verkavelen door de bestaande strokenverkaveling verder op te knippen in kleinere percelen. Doordat de tuinders doorgaans bij hun bedrijf woonden, ontstond in toenemende mate verspreide bouw van woningen in het buitengebied. De nieuwe tuinbouwgebieden waren in eerste instantie niet geschikt voor de tuinbouw. Om deze te verbeteren ging het landschap met name tussen 1875 en 1900 volledig op de schop: Hoge zandgebieden werden op grote schaal tot nabij het grondwater afgegraven (afgegeest) in de strook tussen Loosduinen en Monster en rond Naaldwijk, waar aan noordwestzijde de Naaldwijkse Geest bijna volledig afgegraven werd. De afgegraven zanden werden met schuiten vervoerd naar de zware kleigebieden en daar weer vermengd om deze beter bewerkbaar te maken. Elk jaar werden deze gronden in de winter verder verhoogd. Deze zogenoemde opgevaren gronden werden zo met de toevoeging van veel mest uitstekende tuinbouwgronden. De keerzijde van deze ontwikkeling was echter dat het oorspronkelijk aanwezige bodemarchief bijna volledig uitgewist werd.
Vanaf 1883 werd door de Westlandsche Stoomtramweg Maatschappij (WSM) vanuit Loosduinen een lokaal spoornet geopend om de streek aan te sluiten op het nationaal spoornet. De producten konden hierdoor vanaf de vele veilingen per trein worden vervoerd. Hoewel de WSM voornamelijk goederen vervoerde was er een periode ook reizigersvervoer per stoomtram. Uiteindelijk waren er lijnen Loosduinen-Poeldijk, en vandaar één lijn naar Monster-'s Gravezande-Hoek van Holland, en één lijn naar Naaldwijk en verder. Bij Maaslandsche dam was een spoordriehoek tussen Delft, De Lier en Maassluis. Te Maassluis en Hoek van Holland en Delft was aansluiting op het NS-spoornet. Het laatste traject door het Westland, Loosduinen-Naaldwijk-Den Hoorn, sloot in 1968. Grotendeels is het nu fietspad. Pas in 2007 kreeg het gebied weer een tram, de eerste elektrische. Het betreft echter slechts één halte, in Wateringen. Voor doorgaande tram of lightrail tussen Den Haag en Rotterdam zijn wel al vele plannen gepresenteerd, maar het komt niet tot realisatie. 
Vanwege een grote landbouwcrisis in 1880 in West-Europa ging men kijken naar andere teelten en andere verkoopmethoden. Tuinders gingen gebruikmaken van glas voor de teelt van groente en fruit, waardoor de druivenmuren geleidelijk verdwenen. Een nieuwe verkoopmethode was het veilen van de producten.

### Glastuinbouw
Kassen waren reeds vanaf de 18e eeuw op sommige buitenplaatsen in gebruik, maar in de 19e eeuw ging men ertoe over om glazen ramen (schietramen) te plaatsen tegen de druivenmuren om de druiven te beschutten tegen slechte nazomers, die de rijping verstoorden. Bovendien kon hierdoor ook de rijpingstijd verkort worden. Hiermee werd de moderne glastuinbouw geïntroduceerd. Nieuwe uitvindingen zoals de lessenaarskas, de kopkas, de druivenserre, de broeibak en het warenhuis leidden uiteindelijk tot de moderne kas. vanaf het einde van de 19e eeuw, maar vooral in de periode vlak na 1900 werd de kas op grote schaal geïntroduceerd in het Westland, dat opnieuw volledig van uiterlijk veranderde: in de loop der tijd werd ongeveer driekwart van het tuinbouwgebied met kassen bedekt.
De druiventeelt nam enorm toe, met een hoogtepunt in 1939 van 17.500 ton, maar stortte in na de oorlog doordat de Zuid-Europese landen druiven veel voordeliger konden leveren. Als vervanging kwam de teelt van tomaten, sla en komkommers op en worden er in het Westland nog maar weinig druiven geteeld. Vanaf de jaren 1960 werd ook de teelt van snijbloemen steeds belangrijker. Deze producten zijn hoofdzakelijk bedoeld voor de export. Het spoorvervoer werd na de Eerste Wereldoorlog verdrongen door het vervoer over de weg, waarvoor een groot aantal nieuwe wegen werd aangelegd om de producten snel naar de afzetmarkten te kunnen brengen.
Het Westland is een welvarende en innovatieve streek, dit door de snelgroeiende ontwikkeling op het gebied van de agribusiness. Er ontstaan veel nieuwe technieken om beter te kunnen functioneren als tuinbouwbedrijf, van de dichte kas tot de cabriokas. Het glastuinbouwgebied, de Glazen Stad, beperkt zich grotendeels tot de gemeente Westland. Hiernaar verwijst ook de straatnaam Laan van de Glazen Stad in Naaldwijk. In Midden-Delfland (zoals boven betoogd ook deel van de streek het Westland) overheerst de veeteelt.
- Druiven worden geplukt in een kas in het Westland in 1936
- De oogst in 1943
- Druivenfeest in het Westland in 1951

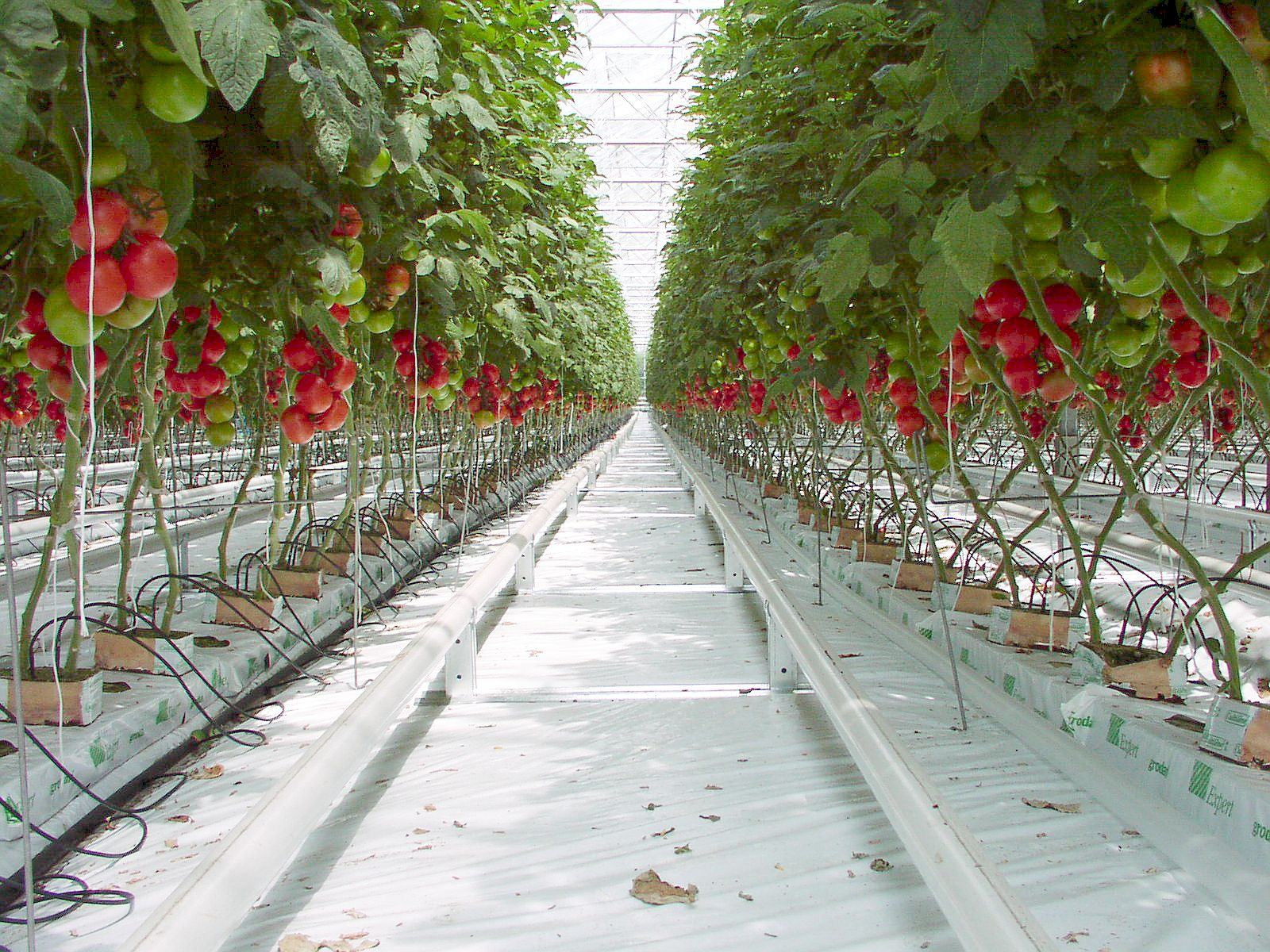
tomatenteelt

## Cultuur
Vele organisaties en verenigingen in het Westland zetten zich in voor de culturele ontwikkeling van de streek.

### Muziek
Een band die zong in het Westlands dialect en veel heeft betekend voor de erkenning van de eigen streekcultuur van het Westland is de Kromme jongens. Dit omdat zij teksten zongen over het Westland en het harde, onzekere tuindersleven. Hoewel de band actief was van 1988 - 1998 zijn ze nog steeds populair. In 2006 en 2007 werd er zelfs een musical opgevoerd, genaamd de Kromme Jongens, waarin nummers waren verwerkt van de band. Deze eerste echte Westlandse musical trok in 37 voorstellingen 26.398 bezoekers.

### Hokken
Zoals in wel meer plattelandsstreken het geval is zijn er in het Westland jongerenketen, vaak hokken genoemd, waarin voornamelijk in de weekenden wordt gedronken. Onderkomens die veel gebruikt worden zijn caravans, zolders, keten, kantines en schuren. In de gemeente Westland, waar ongeveer 200 tot 250 drankketen zijn, maakt men onderscheid tussen hokken zijnde een verlengde huiskamer, die gezien worden als een sociale ontmoetingsplaats en commerciële hokken met hoge drankomzetten. Hierbij worden de hokken die fungeren als een verlengde huiskamer met rust gelaten, in tegenstelling tot de commerciële hokken die hard worden aangepakt. Het Bureau Eerlijke Mededinging (BEM), onderdeel van Koninklijke Horeca Nederland ziet graag dat alle hokken in het Westland verdwijnen, omdat zij het oneerlijke concurrentie vinden voor de horeca. Vooralsnog geeft het college van burgemeester en wethouders geen gehoor aan de wens van het BEM en gaat, om het drankmisbruik tegen te gaan, voorlichting geven aan jongeren en ouders.

### Dialect
De Westlandse dialecten vallen in de Zuid-Hollandse groep. Ze hebben overeenkomsten met bijvoorbeeld het Haags en Rotterdams, maar verschillen er ook duidelijk van, door bijvoorbeeld de rollende r (in plaats van de brouw-r uit de steden). Bovendien bewaren ze meer Oud-Hollands taaleigen: er komen mutaties in voor van korte klinkers (mos 'mus', orrete 'erwten') en woorden die in de standaardtaal ouderwets zijn (aanstonds 'straks', eerdaags 'binnenkort'). Deze kenmerken wijzen in de richting van nog oudere Hollandse dialecten als het Schevenings en het Katwijks. Het Westlands is de zangtaal van de Kromme Jongens (zie boven).

### Jaarlijkse evenementen
- Varend Corso. Dit jaarlijkse evenement komt onder meer in Schipluiden, Delft, Rijswijk en Westland. Het corso duurt in totaal drie dagen
- Waterpop in Wateringen (vanaf 1978, gratis toegang)
- Sneeuwpop in Wateringen (vanaf 2014, gratis toegang, kleine winterversie van Waterpop)
- Profronde Westland, een jaarlijks terugkerend criterium dat op de donderdag in de week na de Ronde van Frankrijk wordt gehouden
- Braderieën die twee tot zes dagen duren en in de zomer worden gehouden in de verschillende kernen
- Nationale Zomerbloemententoonstelling in Naaldwijk (de laatste editie was in 2019, de 34ste tentoonstelling).
- Kom in de Kas